# Willy Sommer
Willy Sommer (* 15. Februar 1925 in Solothurn; † 6. Juli 2001 in Baden AG) war ein Schweizer Fussballspieler und Fussballtrainer.

## Karriere
Der gelernte Uhrmacher Willy Sommer absolvierte ab dem Aufstieg 1955 bis 1959 99 Spiele für den FC Lengnau in der Schweizer Nationalliga B und erzielte dabei 54 Tore. Bei seinem ersten Spiel in der Nationalliga B mit Lengnau war er bereits 30 Jahre alt. In seiner ersten Saison erzielte er in 28 Spielen vier Treffer und wurde Zehnter, in der Nachfgolgesaison Elfter, wobei er 14 mal traf. Beste Platzierung war der vierte Rang 1957–58. In der Saison wurde er mit 18 Toren vierter der Torschützenliste. Dieselbe Anzahl von Toren reichte ihm in der nächsten Saison nurmehr zum fünften Platz, während Lengnau auf den achten Rang abrutschte. In der Saison 1963–64 bestritt Willy Sommer vier weitere Spiele in der Nationalliga B, diesmal für den FC Solothurn, mit dem er als Spielertrainer nach dem Abstieg 1959 fungierte. Sommer, der zu Saisonbeginn bereits 38 Jahre alt war, erzielte noch zwei Tore in diesen Einsätzen. Er blieb noch eine weitere Saison, wenngleich nurmehr als Trainer beim Verein.
Ab 1966 führte er den FC Fribourg von der dritten Liga in seiner zweiten Zweitligasaion in die Nationalliga A, wo er dann den elften Platz unter vierzehn Vereinen erreichte, was 1970 den Klassenerhalt sicherte. Danach trainierte er von 1970 bis 1975 in der Nationalliga A den FC Winterthur, der in diesen Spielzeiten die Ränge 6, 6, 4 und 8 erreichte. 1975 erreichte er mit Winterthur das Cupfinal das im Berner Wankdorfstadion gegen den FC Basel mit 1:2 nach Verlängerung verloren ging.
Von 1977 bis 1981 war er beim FC St. Gallen. Zu Beginn der Saison 1978–79 gewann er mit St. Gallen den zwischen 1972 und 1982 ausgetragenen Schweizer Ligacup durch einen 3:2-Sieg gegen den amtierenden Meister Grasshopper Club Zürich. Im weiteren Verlauf der Saison wurden der Verein Vierter der damals angehaltenen Finalrunde der Nationalliga A, was die beste Platzierung der St. Galler in seiner Zeit dort darstellt. Er wurde daraufhin als Erster zum Schweizer Fussballtrainer des Jahres gewählt. In der Folgesaison wurde er nurmehr Zehnter. Ein grosser Erfolg war auch das Vordringen in das Cupfinal von 1977, das aber im Berner Wankdorf Stadion gegen den Berner SC Young Boys mit 0:1 verloren ging. Sommers sechs Jahre Amtszeit sind bis heute Club-Rekord. Der Braunschweig und Grasshoppers Meistertrainer Helmuth Johannsen folge Sommer 1981 im Amt nach, während er selbst den Tessiner Zweitligisten FC Lugano übernahm, wo der italienische Europameister von 1968, Pietro Anastasi sein Karriereende ableistete. Am Ende wurden die Luganer Siebte. Zur Mitte der folgenden Saison verliess Sommer den damals auf Rang fünf stehenden Verein und wurde durch Bruno Quadri abgelöst.
Zwischen 1983 und 1986 trainierte er für drei volle Saisonen den Erstligisten FC Wettingen im Kanton Aargau, mit dem er die Ränge 8, 11 und 12 belegte. 1986 bis 1989 sowie 1990–93 war er Trainer beim FC Young Fellows in Zürich, mit dem er in der Saison 1988–89 den Aufstieg in die damals viert- oder drittklassige 1. Liga schaffte. Die Aufstiegsspiele zogen bis zu 1500 Zuseher an.
Es wird weiters berichtet, dass er in seiner Karriere mit Breitenbach den Aufstieg in die 1. Liga schaffte sowie den FC Grenchen, den Nachwuchs des FC Wettingen sowie am Karriereende den FC Freienbach betreute.
Er selbst nannte Eigil Nielsen, den er während seiner Zeit beim FC Winterthur trainierte, mehrfach «den besten Spieler, den ich je trainierte». Er verstarb im Alter von 78 Jahren an einem Krebsleiden.

## Referenzen
- Hansjörg Schifferle: Die schöne ‹Sommer-Zeit› des FCW, Der Landbote, 10. Juli 2011.
- Trainerlegende Willy Sommer ist tot, news.ch, 9. Juli 2001.
- Schweizer Fussballtrainer des Jahres (Seite nicht mehr abrufbar, festgestellt im März 2013. Suche in Webarchiven)

| Personendaten    | Personendaten                                 |
| ---------------- | --------------------------------------------- |
| NAME             | Sommer, Willy                                 |
| KURZBESCHREIBUNG | Schweizer Fussballspieler und Fussballtrainer |
| GEBURTSDATUM     | 15. Februar 1925                              |
| GEBURTSORT       | Solothurn                                     |
| STERBEDATUM      | 6. Juli 2001                                  |
| STERBEORT        | Baden AG                                      |